# Radek Deyl
Radek Deyl (* 14. September 1989 in Košice, Tschechoslowakei) ist ein slowakischer Eishockeyspieler, der seit Juni 2014 beim HC Karlovy Vary in der tschechischen Extraliga unter Vertrag steht.

## Karriere
Radek Deyl begann seine Karriere als Eishockeyspieler in seiner Heimatstadt in der Jugend des HC Košice, für dessen Profimannschaft er in der Saison 2008/09 sein Debüt in der Extraliga gab und mit dem er in seinem Rookiejahr erstmals Slowakischer Meister wurde. Zu diesem Erfolg trug der Verteidiger mit fünf Scorerpunkten, darunter ein Tor, in insgesamt 29 Spielen bei. Weitere 24 Spiele absolvierte der Linksschütze für die slowakische U20-Eishockeynationalmannschaft, mit der er parallel am Spielbetrieb der Extraliga teilnahm. Mit Košice wurde er in den Spielzeiten 2009/10 und 2010/11 erneut Slowakischer Meister.
Im Juni 2014 wurde Deyl vom HC Karlovy Vary aus der tschechischen Extraliga unter Vertrag genommen, nachdem er in der Saison zuvor seine Punktausbeute auf 15 Scorerpunkte ausgebaut hatte.

### International
Für die Slowakei nahm Deyl an der U20-Junioren-Weltmeisterschaft 2009 teil, bei der er mit seiner Mannschaft den vierten Platz belegte.

## Erfolge und Auszeichnungen
- 2009 Slowakischer Meister mit dem HC Košice
- 2010 Slowakischer Meister mit dem HC Košice
- 2011 Slowakischer Meister mit dem HC Košice
- 2014 Slowakischer Meister mit dem HC Košice

## Extraliga-Statistik
(Stand: Ende der Saison 2010/11)